# Андижанский округ
Андижанский округ — административно-территориальная единица Узбекской ССР, существовавшая в 1926—1930 годах.
Андижанский округ был образован в 1926 году. Центром округа был назначен город Андижан.
По данным на 1929 год округ был разделён на 12 районов: Андижан, Араван, Ассаке, Балыкчи, Джаляль-Кудук, Избаскент, Кассан-Сай, Курган-Тепе, Нарын, Шаарихан, Шур-Курган, Янги-Курган.
30 июля 1930 Андижанский округ, как и большинство остальных округов СССР, был упразднён. Его районы отошли в прямое подчинение Узбекской ССР.
Население округа в 1926 году составляло 794,3 тыс. человек. Из них узбеки — 593 140; киргизы — 46 274; кипчаки — 27 857; тюрки — 18 437; русские — 15 884; каракалпаки — 14 043; татары — 2476; таджики — 28 249.